# فيل هوغن
فيل هوغن (بالإنجليزية: Phil Hogan)‏ هو سياسي أيرلندي، ولد في 4 يوليو 1960 في كيلكيني في جمهورية أيرلندا. حزبياً، نشط في فاين جايل.

## مناصب
- في الانتخابات العمومية الإيرلندية 1992 [الإنجليزية]‏، انتخب نائب دييل عن دائرة كارلو–كلكيني [الإنجليزية]‏ وقد انضم خلال فترته النيابية ‏ (14 ديسمبر 1992 – 15 مايو 1997) للكتلة البرلمانية فاين جايل.
- في الانتخابات العمومية الإيرلندية 1997 [الإنجليزية]‏، انتخب نائب دييل عن دائرة كارلو–كلكيني [الإنجليزية]‏ وقد انضم خلال فترته النيابية ‏ (26 يونيو 1997 – 25 أبريل 2002) للكتلة البرلمانية فاين جايل.
- في الانتخابات العمومية الإيرلندية 2002 [الإنجليزية]‏، انتخب نائب دييل عن دائرة كارلو–كلكيني [الإنجليزية]‏ وقد انضم خلال فترته النيابية ‏ (6 يونيو 2002 – 26 أبريل 2007) للكتلة البرلمانية فاين جايل.
- في الانتخابات العمومية الأيرلندية 2007 [الإنجليزية]‏، انتخب نائب دييل عن دائرة كارلو–كلكيني [الإنجليزية]‏ وقد انضم خلال فترته النيابية ‏ (14 يونيو 2007 – 1 فبراير 2011) للكتلة البرلمانية فاين جايل.
- في الانتخابات العمومية الأيرلندية 2011 [الإنجليزية]‏، انتخب نائب دييل عن دائرة كارلو–كلكيني [الإنجليزية]‏ وقد انضم خلال فترته النيابية [الإنجليزية]‏ (9 مارس 2011 – 30 أكتوبر 2014) للكتلة البرلمانية فاين جايل.
- انتخب وزير دولة بوزارة المالية [الإنجليزية]‏ (20 ديسمبر 1994 – 27 يناير 1995).
- انتخب مفوض الاتحاد الأوروبي للزراعة [الإنجليزية]‏ (1 نوفمبر 2014 – ).
- انتخب عضو مجلس الشيوخ من أيرلندا عن دائرة Industrial and Commercial Panel [الإنجليزية]‏ وقد انضم خلال فترته النيابية ‏ (25 أبريل 1987 – 15 يونيو 1989) للكتلة البرلمانية فاين جايل.
- في الانتخابات العمومية الإيرلندية 1989 [الإنجليزية]‏، انتخب نائب دييل عن دائرة كارلو–كلكيني [الإنجليزية]‏ وقد انضم خلال فترته النيابية ‏ (29 يونيو 1989 – 5 نوفمبر 1992) للكتلة البرلمانية فاين جايل.
- انتخب Minister for Housing, Local Government and Heritage [الإنجليزية]‏ (9 مارس 2011 – 11 يوليو 2014).

## وصلات خارجية
- الموقع الرسمي
- فيل هوغن على موقع مونزينجر (الألمانية)